# Aruth Wartan

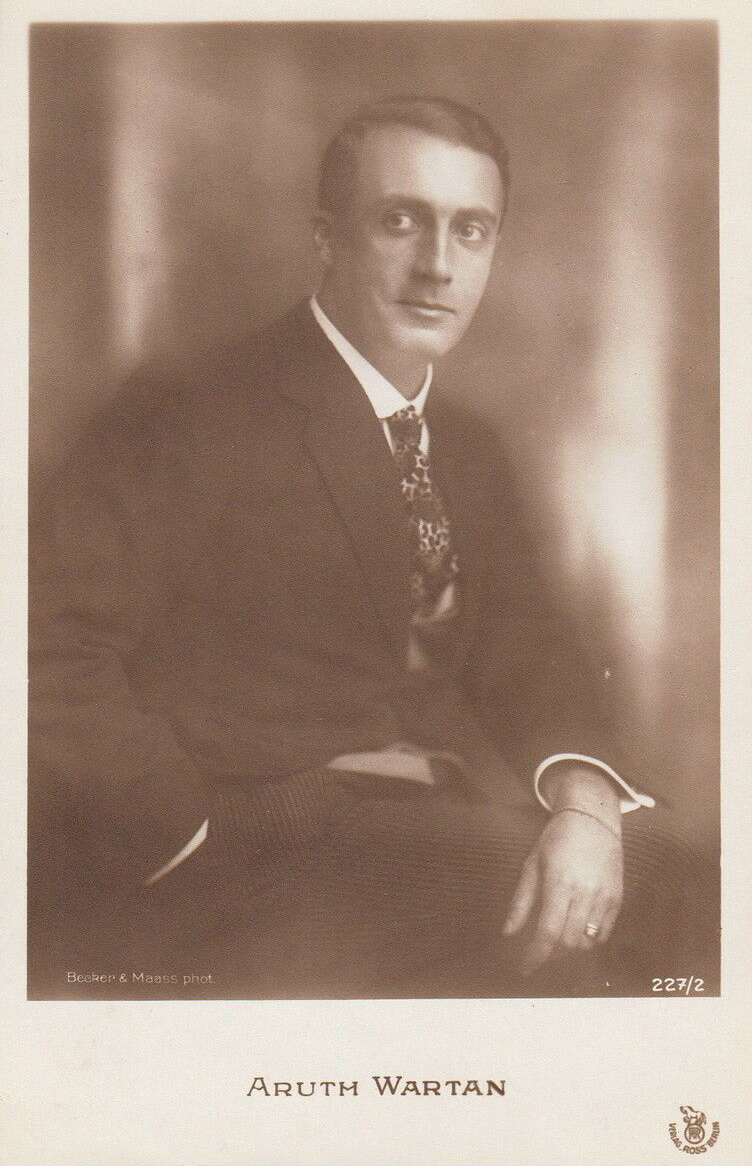
Wartan, etwa 1920

Aruth Wartan (armenisch Հարութ Վարդան, auch Arutjun Wartanian (Geburtsname) und Aruth Wartian; * 23. Juni 1880 in Nachitschewan, Russisches Kaiserreich, heute Aserbaidschan; † 13. April 1945 in Berlin) war ein russischer Bergbauingenieur, Schauspieler und Filmproduzent armenischer Abstammung. Aruth Wartan wirkte im ältesten Farb-Werbeclip mit. Es handelte sich hierbei um eine Werbung von 1930 für Carisch-Kaffee.

## Biografie
Der aus der heutigen Stadt Nachitschewan stammende Wartan hatte ein abenteuerliches Leben geführt, ehe er zur Schauspielerei stieß. Er machte 1898 sein Abitur in Tiflis und studierte anschließend in Charkow (heutige Ukraine) kurzzeitig Medizin. Um die Jahrhundertwende hielt sich Wartan in Japan auf, ging wenig später aber nach Sankt Petersburg, um an der dortigen Universität Schiffbau zu studieren.
Während der gescheiterten Revolution von 1905 verließ er die russische Hauptstadt wieder und wechselte an die Bergakademie Freiberg in Sachsen. 1906 brach Aruth Wartan zu einer Studienreise nach Südamerika auf, besuchte Chile und Bolivien. Bald kehrte er wieder nach Freiberg zurück, um sein Bergbaustudium 1909 als Diplomingenieur zu beenden. Frühe Berufserfahrungen sammelte er als Bergbauingenieur für die Firma Krupp. Nebenbei betätigte sich Wartan intensiv als Sportler in den unterschiedlichsten Disziplinen. Dabei will er es nach eigener Aussage zu mehreren Olympia-Teilnahmen und Medaillen gebracht haben.
Zu Beginn des Ersten Weltkriegs wechselte Aruth Wartan zur Schauspielerei und konzentrierte sich mit Jahresbeginn 1915 nahezu ausschließlich auf die Arbeit beim Film, zu dem ihn der Regisseur Einar Zangenberg geholt hatte. Anfänglich erhielt Wartan mehrere große Rollen, oft an der Seite von Stars wie Pola Negri und Asta Nielsen. Kurz nach Kriegsende war er als Koproduzent auch an der Herstellung seiner eigenen Filme beteiligt, in denen er gemeinsam mit seiner damaligen Frau, der Schauspielerin Lu Synd, auftrat, und erhielt seine eigene Filmreihe (die in München entstandene Serie um den Abenteurer Jimmy Potts). Im Laufe der frühen 1920er Jahre wurden seine Rollen kleiner und schrumpften in den folgenden zwei Jahrzehnten auf Chargenformat. Zuletzt fand Aruth Wartan fast nur noch Beschäftigung in Filmen Harry Piels und an der Seite von Hans Albers sowie in Inszenierungen von Herbert Selpin. Er stand 1944 in der Gottbegnadeten-Liste des Reichsministeriums für Volksaufklärung und Propaganda.
Wartan starb wenige Wochen vor Ende des Zweiten Weltkriegs an einem Schlaganfall, wie seine Witwe in einem Schreiben an die Reichsfilmkammer mitteilte.

## Filmografie
- 1916: Diebe – und Liebe
- 1916: Gräfin de Castro
- 1916: Arme Eva Maria
- 1916: Das tote Land
- 1917: Professor Nissens seltsamer Tod
- 1917: Der Sultan von Johore
- 1917: Die leere Wasserflasche
- 1917: Zur Strecke gebracht
- 1917: Katharina Karaschkin
- 1917: Rosen, die der Sturm entblättert
- 1918: Sein Todfeind
- 1918: Die Börsenkönigin
- 1918: Die Fürstin von Beranien
- 1918: Kapitän Hansens Abenteuer
- 1918: Siegerin Weib
- 1918: Die Geisterjagd
- 1919: Der Bastard (auch Koproduktion)
- 1919: Die Rache des Bastard (auch Koproduktion)
- 1919: Margot de Plaisance (auch Koproduktion)
- 1919: Sündenlust (auch Koproduktion)
- 1919: Vom Rande des Sumpfes (auch Koproduktion)
- 1920: Weltbrand
- 1921: Die Bettelgräfin vom Kurfürstendamm
- 1921: Der rote Schatten
- 1921: Der lebende Propeller
- 1922: Das Straßenmädchen von Berlin
- 1922: Ihre Hoheit die Tänzerin
- 1923: Der Tiger des Zirkus Farini
- 1923: Im Schatten der Moschee
- 1923: Im letzten Augenblick
- 1924: Harry Hills Jagd auf den Tod
- 1925: Vater Voss
- 1925: Harry Hill im Banne der Todesstrahlen
- 1925: Volk in Not
- 1925: Die rote Maus
- 1926: Die Villa im Tiergarten
- 1926: Die Elenden der Straße
- 1926: Die Welt will belogen sein
- 1926: Die elf Schill’schen Offiziere
- 1927: Die Unschuld ohne Kleid
- 1927: Der Löwe des Hafenviertels
- 1927: Die Welt ohne Waffen
- 1927: Die Vorbestraften
- 1927: Die glühende Gasse
- 1927: Die raffinierteste Frau Berlins
- 1927: Luther – Ein Film der deutschen Reformation
- 1928: Schneeschuhbanditen
- 1928: Frauenraub in Marokko
- 1928: Wolga-Wolga
- 1929: Sein bester Freund
- 1929: Das Schiff der verlorenen Menschen
- 1929: Die Mitternachts-Taxe
- 1929: Männer ohne Beruf
- 1930: Der Bergführer von Zakopane
- 1931: Der Weg nach Rio
- 1931: Schatten der Unterwelt
- 1931: Die Abenteurerin von Tunis
- 1932: Die elf Schill’schen Offiziere
- 1932: Tannenberg
- 1932: Tod über Schanghai
- 1932: Kampf um blond
- 1934: Lockspitzel Asew (Asew)
- 1935: Durch die Wüste
- 1936: Stadt Anatol
- 1936: Sein bester Freund
- 1937: Die Warschauer Zitadelle
- 1938: Der unmögliche Herr Pitt
- 1938: Menschen, Tiere, Sensationen
- 1939: Das Lied der Wüste
- 1940: Der Feuerteufel
- 1940: Ein Mann auf Abwegen
- 1941: Carl Peters
- 1941: Anschlag auf Baku
- 1941: Geheimakte W.B. 1
- 1943: Titanic
- 1943: Münchhausen
- 1944: Große Freiheit Nr. 7
- 1944: Der Rückkehrer (nicht aufgeführt)
- 1945: Der Mann im Sattel (UA: 2000)